# Proud Mary
Proud Mary ist ein Rocksong von John Fogerty. Bekannt wurde das Stück 1969 in der Version der kalifornischen Band Creedence Clearwater Revival, deren Mitgründer Fogerty war. Auch die Coverversion von Ike & Tina Turner aus dem Jahr 1971 wurde ein Erfolg. 
Proud Mary ist ein Schaufelraddampfer, der den Erzähler auf dem Mississippi zu einer neuen Lebenssituation transportiert.

## Entstehung und Veröffentlichung
John Fogerty schrieb das Stück 1968 im Alter von 23 Jahren, nachdem er aus der Nationalgarde entlassen worden war, worauf sich die erste Zeile „Left a good job in the city“ bezieht. Den Titel hatte er lange zuvor als erste Idee für Liedtitel in ein Notizbuch geschrieben.
Die Erstveröffentlichung von Proud Mary erfolgte als Single am 30. Dezember 1968. Diese erschien als 7″-Single mit der B-Seite Born on the Bayou (Katalognummer: 619). Am 10. Januar 1969 erschien das Lied als Teil von Bayou Country, dem zweiten Studioalbum von Creedence Clearwater Revival (Katalognummer: BLPS 19002). Um das Lied zu bewerben, spielte die Band es unter anderem auf dem Woodstock-Festival.

## Musik
Das Lied hat drei Strophen und ist in D-Dur gesetzt. In der Version von Creedence Clearwater Revival wird zwischen der zweiten und dritten Strophe ein Gitarrensolo gespielt. Außerdem ist für das Stück das Vorspiel charakteristisch, das im Original vor der ersten, der Instrumental- und der dritten Strophe gespielt wird.

## Rezeption
Das Stück wurde von Bob Dylan als bester „Song des Jahres“ bezeichnet. Proud Mary belegte in der Liste der 500 besten Songs aller Zeiten des Musikmagazins Rolling Stone Platz 155.

## Kommerzieller Erfolg

### Chartplatzierungen
Die Single hielt sich über ein Jahr in den Billboard-Charts und erreichte dort Platz zwei. In Deutschland belegte sie Platz vier der Charts, in Großbritannien Platz acht und in Österreich die Chartspitze.
| ChartsChartplatzierungen       | Höchstplatzierung | Wochen/ Monate |
| ------------------------------ | ----------------- | -------------- |
| Deutschland (GfK)              | 4 (4,5 Mt.)       | 4,5 Mt.        |
| Österreich (Ö3)                | 1 (4 Mt.)         | 4 Mt.          |
| Schweiz (IFPI)                 | 4 (12 Wo.)        | 12 Wo.         |
| Vereinigte Staaten (Billboard) | 2 (14 Wo.)        | 14 Wo.         |
| Vereinigtes Königreich (OCC)   | 8 (13 Wo.)        | 13 Wo.         |

| ChartsJahrescharts (1969)      | Platzierung |
| ------------------------------ | ----------- |
| Deutschland (GfK)              | 21          |
| Österreich (Ö3)                | 4           |
| Vereinigte Staaten (Billboard) | 19          |

### Auszeichnungen für Musikverkäufe
| Land/Region                  | Auszeichnungen für Musikverkäufe (Land/Region, Auszeichnung, Verkäufe) | Verkäufe  |
| ---------------------------- | ---------------------------------------------------------------------- | --------- |
| Deutschland (BVMI)           | Gold                                                                   | 500.000   |
| Neuseeland (RMNZ)            | 2× Platin                                                              | 60.000    |
| Spanien (Promusicae)         | Gold                                                                   | 30.000    |
| Vereinigte Staaten (RIAA)    | 2× Platin                                                              | 2.000.000 |
| Vereinigtes Königreich (BPI) | Silber                                                                 | 200.000   |
| Insgesamt                    | 1× Silber · 2× Gold · 4× Platin ·                                      | 2.790.000 |

Hauptartikel: Creedence Clearwater Revival/Auszeichnungen für Musikverkäufe

## Coverversionen

### Ike & Tina Turner
Ike & Tina Turner veröffentlichte 1971 eine Coverversion, deren Arrangement sich beträchtlich vom Original unterscheidet, da es langsam beginnt und sehr schnell endet.
| ChartsChartplatzierungen       | Höchstplatzierung | Wochen |
| ------------------------------ | ----------------- | ------ |
| Deutschland (GfK)              | 21 (14 Wo.)       | 14     |
| Vereinigte Staaten (Billboard) | 4 (13 Wo.)        | 13     |

| Land/Region               | Auszeichnungen für Musikverkäufe (Land/Region, Auszeichnung, Verkäufe) | Verkäufe  |
| ------------------------- | ---------------------------------------------------------------------- | --------- |
| Vereinigte Staaten (RIAA) | Gold                                                                   | 1.000.000 |
| Insgesamt                 | 1× Gold ·                                                              | 1.000.000 |

### Weitere Coverversionen
Von Proud Mary existieren zahlreiche weitere Coverversionen. Der Titel erhielt auch durch die Liveversion von Elvis Presley weitere Popularität. Presley nutzte den Song ab 1970 für seine Bühnenauftritte, wie unter anderem auch im preisgekrönten Konzertfilm Elvis on Tour (1972) zu sehen ist. Der Rocksteady-Erfinder Hopeton Lewis sang für sein zweites Album Grooving out on Life (1973) eine Reggae-Version von Proud Mary ein.